# Скілла (дочка Ніса)
Скі́лла, Скилла (дав.-гр. Σκύλλα) — персонаж давньогрецької міфології, дочка царя Мегар Ніс і Аброти, сестра Іфіної та Евріноми.

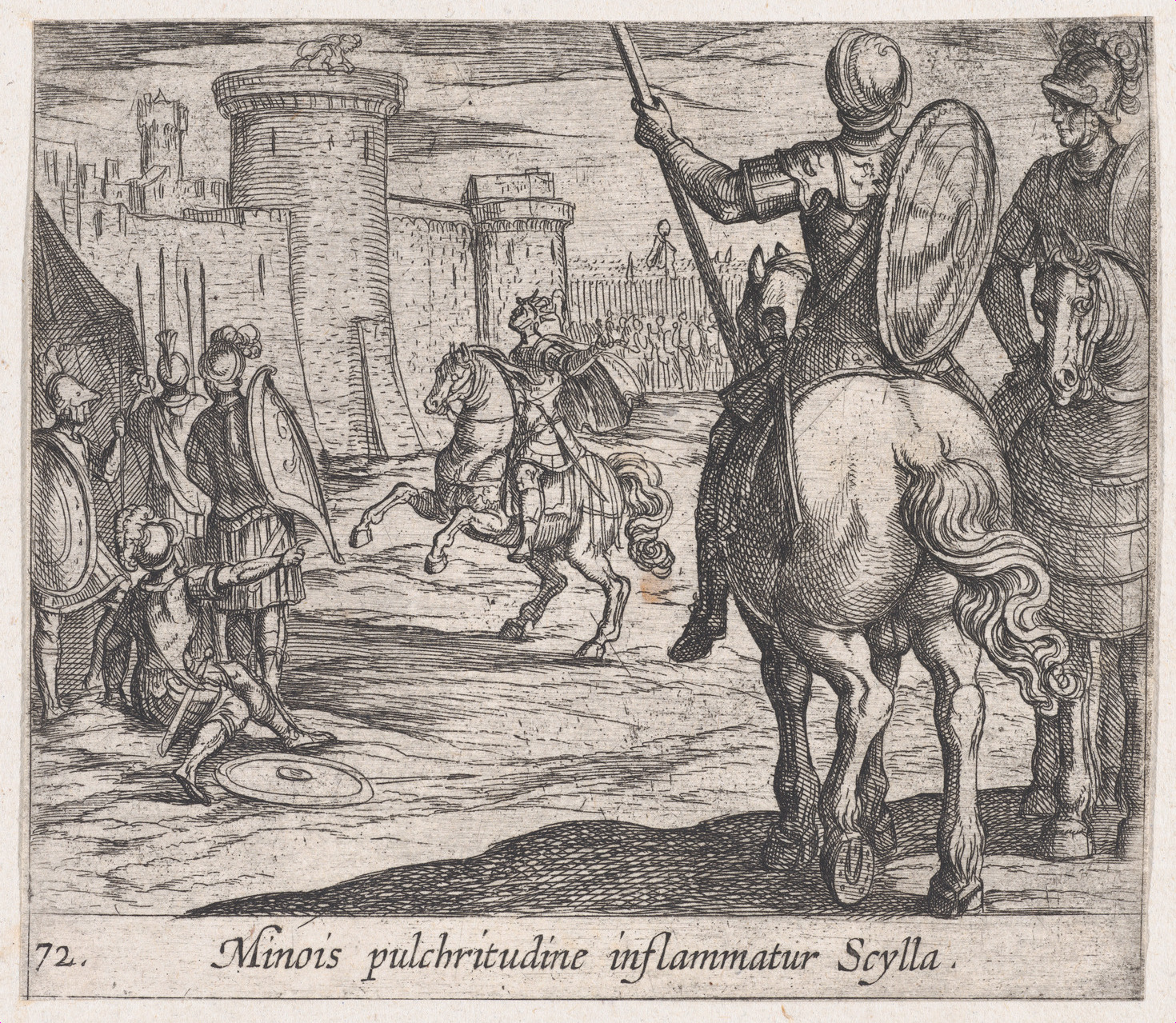
Скілла і Мінос. Ілюстрація до Овідій «Метаморфози», книга XVII століття.

Ніс мав єдине пурпурове (або ж фіолетове) пасмо волосся (за іншою версією — один єдиний волос), яке нібито робило його непереможним. Про цей дивовижний секрет знали лише його найближчі родичі.
Коли Мінос, цар Криту, вдерся до царства Ніса, Скілла побачила його з стіни міста, закохалася в нього і вирішила допомогти. Вночі вона підкралася до поснулого батька, зрізала з його голови пурпуровий волос і тим самим позбавила магічного захисту. Збергігся і прозаїчніший варіант легенди, в якому йдеться не про безтямне кохання, а про банальний підкуп — критяни нібито пообіцяли доньці Ніса золото в обмін на зраду. У битві Мінос переміг, а Ніса було вбито і голову відтято.

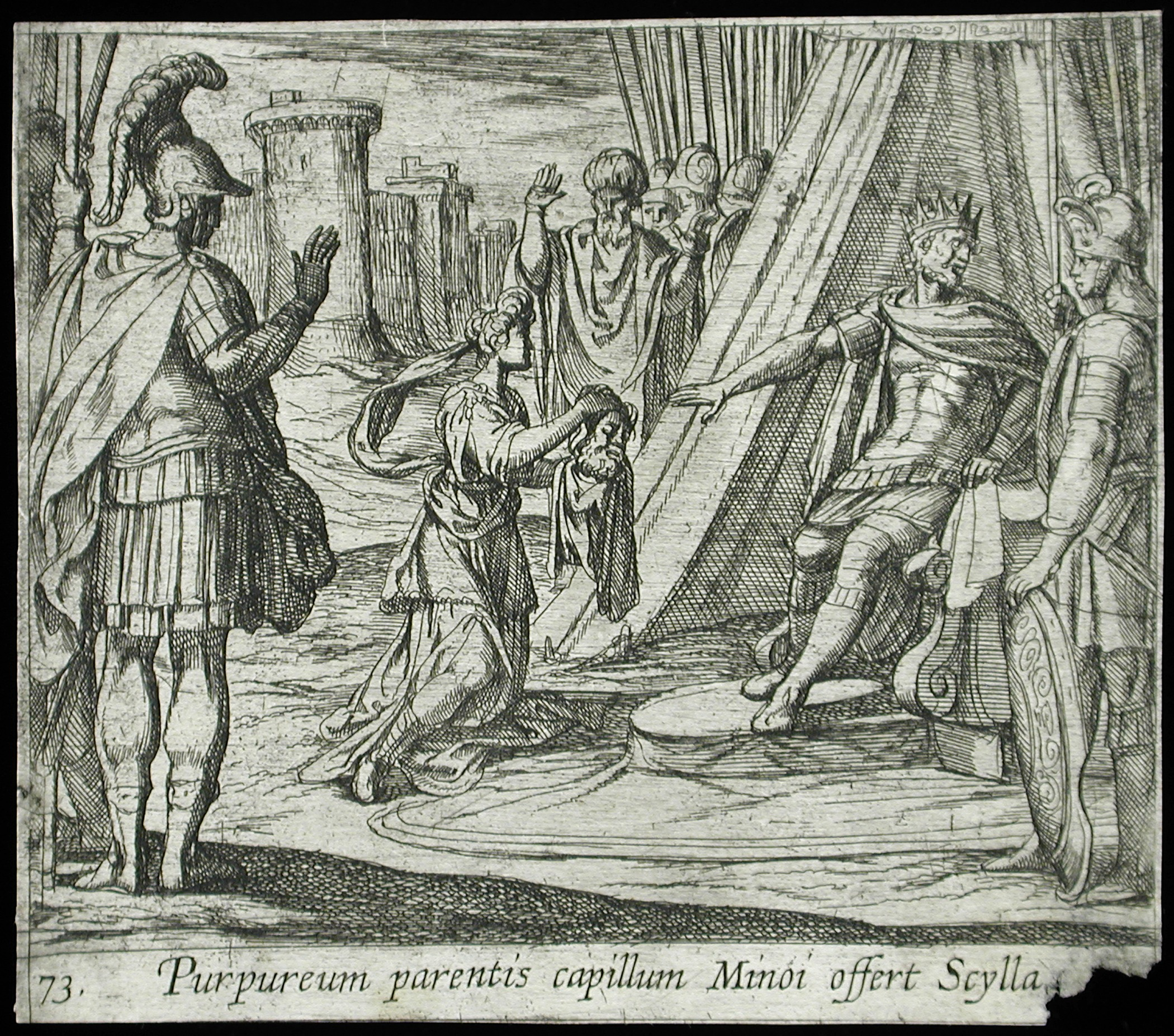
Мінос наказує стратити Скіллу, коли та приносить йому голову батька зі зрізаним пасмом.

Натомість Скіллу чекала не винагорода, а покарання. Критський цар нібито прив'язав дівчину до свого корабля і тягав по морю доти, доки вона не збожеволіла. Зрештою тіло дівчини хвилі викинули на берег Арголіди біля мису, якій назвали Скіллайоном. Інша версія міфу стверджує, що боги розчулилися і перетворили зрадливу царівну на морське створіння, за Вергілієм — на чудовисько, що топило кораблі в протоці між Сицилією та Італією.
За ще однією версією Скілла, засліплена коханням, плавала біля корабля Міноса. Вона майже досягла його, але морський орел, в якого перетворився її батько по смерті, потопив її. Скілла перетворилася на морського птаха (кіріду), якого невтомно вічно переслідує її батько у личині морського орла (haliaeetus).
Скілла — героїня однойменної п'єси невідомого автора. Також є персонажем героїчно-комічної поеми «Викрадення локона» англійського поета Александра Поупа.